# Viktor Ivanov
Viktor Petrovič Ivanov (in russo Виктор Петрович Иванов?; Novgorod, 12 maggio 1950) è un politico e imprenditore russo, ex ufficiale del KGB a Leningrado dal 1977 al 1994. È stato direttore del Servizio federale di controllo dei narcotici dal 2008 al 2016. Ha il grado civile di Consigliere di Stato effettivo della Federazione Russa di 1ª classe.
Fa parte della stretta cerchia di Vladimir Putin.

## Biografia
Ivanov si è laureato presso l'Istituto elettrotecnico delle comunicazioni di Leningrado sotto Konstantin Muravyov nel 1971. Dal 1971 al 1977 come ingegnere nell'esercito, ha lavorato presso l'istituto di ricerca Vector di Leningrado (russo: НПО "Вектор") che ha condotto attività di ricerca e sviluppo di dispositivi mobili e portatili per il monitoraggio delle comunicazioni a microonde e la ricerca della direzione utilizzando micro-assemblaggi e microcircuiti.

## Carriera
Nel 1987-1988 come ufficiale del KGB prese parte alla guerra sovietico-afghana. 
Nel dicembre 1990, insieme a Boris Gryzlov e Valentin Chuykin, ha fondato la piccola impresa Blok impegnata in varie attività e ne è diventato il direttore. 
Ha forti legami con la mafia russa di Tambov.  Sostenne la Tambovskaya OGG di Vladimir Kumarin nella loro guerra contro la Malyshevskaya OGG per il controllo del porto marittimo di San Pietroburgo e il traffico di narcotici colombiani attraverso il porto di San Pietroburgo verso l'Europa. 
Nell'ottobre 1994 si dimise dalla FSK e, su raccomandazione di Vladimir Putin al sindaco Anatoly Sobchak, fu nominato capo dello staff amministrativo dell'ufficio del sindaco di San Pietroburgo fino a quando Sobchak perse le elezioni nel 1996. 
Ivanov ha diretto la società russo-statunitense Teleplus CJSC, anche scritto Tele + o Teleplyus (russo: ЗАО "Телеплюс"), nel 1996 e ha ricoperto il ruolo di CEO fino al 1998. "Teleplus" CJSC è una società statunitense-russa che era impegnata nella trasmissione e nell'installazione di trasmettitori e ricevitori per comunicazioni satellitari e terrestri. Aveva 30 canali tra cui CNN ed Euronews. Telcell, che era una sussidiaria della Metromedia di John Kluge e successivamente costituita nel 1984 a Città del Messico e di proprietà di América Móvil di Carlos Slim, aveva una partecipazione del 45% in Teleplus. 
Nel 1999 è succeduto a Nikolai Patrushev come capo del Dipartimento di Sicurezza Interna dell'FSB russo. Dal 5 gennaio 2000 è Vice Capo dello staff presidenziale per il personale nominato da Vladimir Putin. 
Nel settembre 2001 il primo ministro russo nominò Ivanov rappresentante dello Stato nei consigli di amministrazione della Antei Corporation e della Almaz Scientific Industrial Corporation, sviluppando e producendo sistemi di difesa aerea, tra cui l'S-300. Il 22 novembre 2001 è stato eletto presidente del consiglio di amministrazione di Almaz e ha avviato la fusione di Almaz e Antei. Dal giugno 2002 Ivanov è stato il presidente del consiglio di amministrazione del risultato della fusione, OJSC Almaz-Antei Air Defense Concern.
Dal 4 novembre 2004 è anche presidente del consiglio di amministrazione della compagnia aerea JSC Aeroflot. 
Dal 15 maggio 2008 è direttore del Servizio federale russo per il controllo dei narcotici  e presidente del Comitato statale anti-narcotici, che comprende 29 capi dei ministeri russi.
Nel 2010, quando lo Stato della California, negli Stati Uniti, ha avuto un'iniziativa elettorale chiedendo agli elettori la legalizzazione della marijuana, Ivanov si è espresso pubblicamente contro di essa. Volò a Los Angeles e Washington, D.C., per fare pressione contro la legalizzazione della droga, incontrando il sindaco di Los Angeles, lo sceriffo della contea di Los Angeles e il boss principale della droga degli Stati Uniti.

## Vita privata
È sposato e ha una figlia e un figlio.